# Marco Avirama
Marco Aníbal Avirama Avirama és un polític i líder indígena colombià. Nascut al departament del Cauca, és membre del poble coconuco.

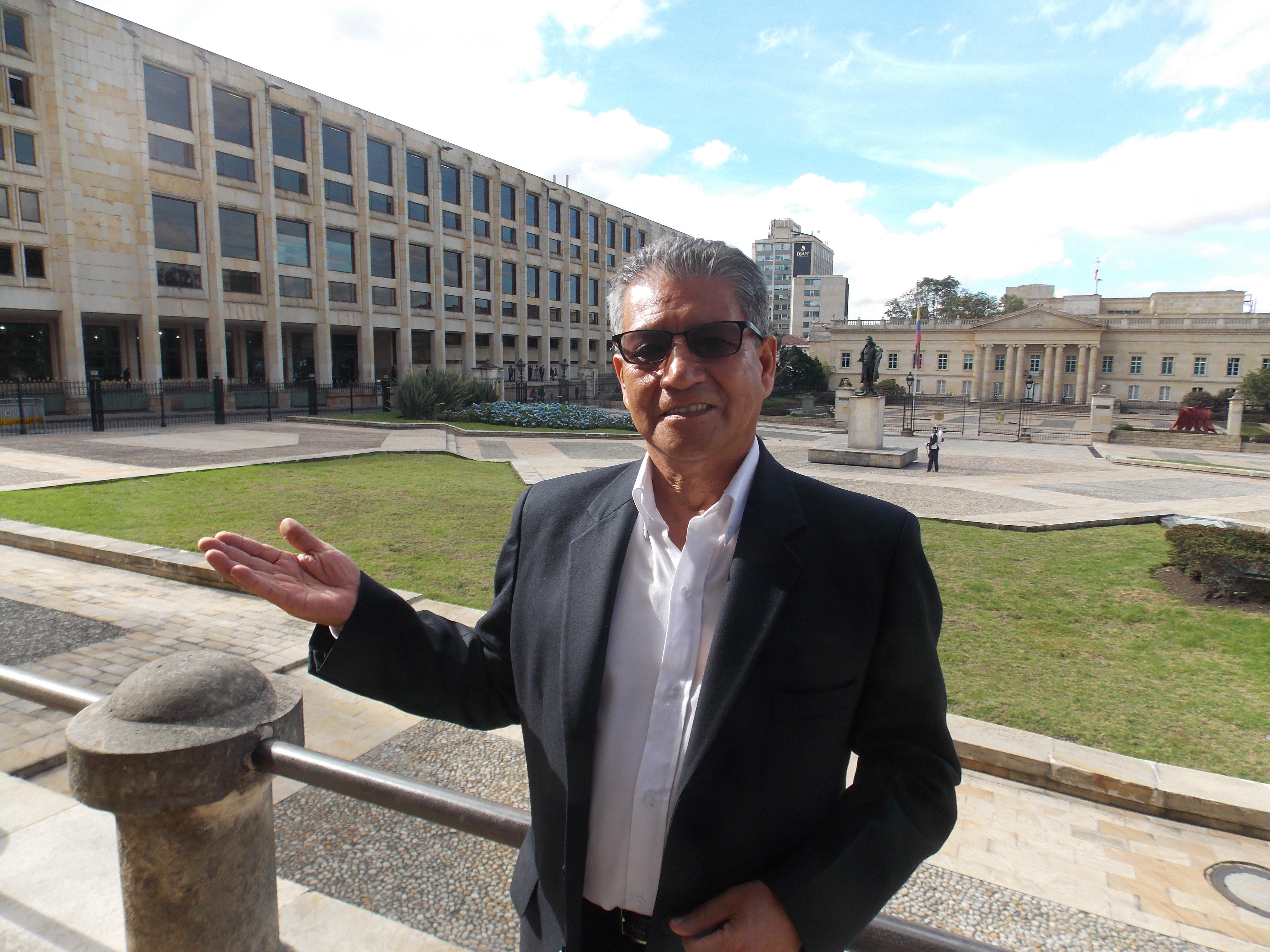
Senador Marco Aníbal Avirama enfront de la plaça del palau de Nariño, al fons l'edifici nou del Congrés de la república de Colòmbia, presa a Bogotà.

## Biografia
En la dècada de 1970 es va vincular al moviment indígena i va ser president del Consell Regional Indígena del Cauca (CRIC); posteriorment va ser directiu de l'Organización Nacional Indígena de Colombia (ONIC) i representant dels indígenes en diferents juntes directives d'entitats estatals. Entre 2001 i 2003 va ser diputat departamental del Cauca a nom de la Alianza Social Indígena, partit que va presidir entre 2003 i 2009, promovent el treball conjunt amb altres moviments independents com el d'Antanas Mockus i Sergio Fajardo.
En 2010 va ser elegit Senador de la República per la circumscripció indígena.

### Senat 2010-2014
Presenta el projecte de llei d'ús terapèutic d'aigües termals.

### Senat 2014-2018
Com a Senador de Colòmbia per al període 2014-2018 és un dels dotze Senadors de la República que vota "SI" al tractat de Lliure Comerç amb Corea el 3 de desembre de 2014.